# Gydje
Gydje kvindelig præst i asetroen. Navnet kan spores tilbage til det førkristne norden, omend funktionen er noget uklar.